# Lobocla
Lobocla is een geslacht van vlinders van de familie dikkopjes (Hesperiidae), uit de onderfamilie Eudaminae.

## Soorten
- L. bifasciatus (Bremer & Grey, 1853)
- L. contractus (Leech, 1894)
- L. germanus (Oberthür, 1886)
- L. liliana (Atkinson, 1871)
- L. nepos (Oberthür, 1886)
- L. proximus (Leech, 1891)
- L. simplex (Leech, 1891)